# Мараба, Уилсон
Уилсон Кипкембои Мараба — кенийский бегун на средние дистанции, который специализируется в беге на 3000 метров с препятствиями. Серебряный призёр чемпионата Африки 2012 года с результатом 8.16,96. На чемпионате вооружённых сил Кении 2012 года занял 4-е место.
На соревнованиях Golden Spike Ostrava 2013 года занял 4-е место, показав время 8.28,21.